# Mori (singel)
Mori (zapis stylizowany: mori) – trzeci singel polskiego piosenkarza Dawida Podsiadły z jego czwartego albumu studyjnego, zatytułowanego Lata dwudzieste. Singel został wydany 7 lutego 2023.
Piosenka była nominowana do nagrody polskiego przemysłu fonograficznego Fryderyka w kategoriach: „utwór roku” i „teledysk roku”.
Kompozycja znalazła się na 1. miejscu listy OLiA, najczęściej odtwarzanych utworów w polskich rozgłośniach radiowych. Nagranie otrzymało w Polsce status diamentowego singla, przekraczając liczbę 250 tysięcy sprzedanych kopii.

## Geneza utworu i historia wydania
Piosenka została napisana i skomponowana przez Dawida Podsiadło i Jakuba Galińskiego, który również odpowiada za produkcję piosenki.
Singel został umieszczony na czwartym albumie studyjnym Podsiadły – Lata dwudzieste.
7 lutego 2023 zaprezentował utwór podczas gali Bestselery Empiku 2022.
W marcu 2023 singel uzyskał nominację do nagrody polskiego przemysłu fonograficznego Fryderyka w kategorii „utwór roku”, a także w lutym 2024 w kategorii „teledysk roku”.

## „Mori” w stacjach radiowych
Nagranie było notowane na 1. miejscu w zestawieniu OLiA, najczęściej odtwarzanych utworów w polskich rozgłośniach radiowych.

## Teledysk
Do utworu powstał teledysk w reżyserii Tadeusza Śliwy, który udostępniono w dniu premiery singla za pośrednictwem serwisu YouTube.

## Notowania
| Kraj   | Lista (2022–23)          | Najwyższa pozycja |
| ------ | ------------------------ | ----------------- |
| Polska | Billboard Poland Songs   | 2                 |
| Polska | OLiS – single w streamie | 3                 |

| Kraj   | Lista (2023)                   | Najwyższa pozycja |
| ------ | ------------------------------ | ----------------- |
| Polska | OLiS – oficjalna lista airplay | 1                 |

| Kraj   | Lista (2023)                   | Pozycja |
| ------ | ------------------------------ | ------- |
| Polska | OLiS – single w streamie       | 4       |
| Polska | OLiS – oficjalna lista airplay | 19      |
| Polska | Lista (2024)                   | Pozycja |
| Polska | OLiS – single w streamie       | 84      |

## Certyfikaty
| Kraj          | Certyfikat       | Sprzedaż |
| ------------- | ---------------- | -------- |
| Polska (ZPAV) | diamentowa płyta | 250 000+ |

## Wyróżnienia
| Rok  | Konkurs                  | Kategoria                   | Rezultat   |
| ---- | ------------------------ | --------------------------- | ---------- |
| 2023 | Fryderyki 2023           | Utwór roku                  | Nominacja  |
| 2023 | Gorąca 100               | 100 największych hitów 2023 | 4. miejsce |
| 2023 | Przebój roku RMF FM 2023 | Przebój roku                | 8. miejsce |
| 2024 | Fryderyki 2024           | Teledysk roku               | Nominacja  |